# Okresní soud v Písku
Okresní soud v Písku je okresní soud se sídlem v Písku, jehož odvolacím soudem je Krajský soud v Českých Budějovicích. Soud se nachází v historické budově s bezbariérovým přístupem na Velkém náměstí, kde sídlí spolu s okresním státním zastupitelstvím. Rozhoduje jako soud prvního stupně ve všech trestních a civilních věcech, ledaže jde o specializovanou agendu (nejzávažnější trestné činy, insolvenční řízení, spory ve věcech obchodních korporací, hospodářské soutěže, duševního vlastnictví apod.), která je svěřena krajskému soudu.
V Písku působil v letech 1850–1949 také krajský soud, poté byl nahrazen českobudějovickým krajským soudem, takže od té doby zde působí už jen soud okresní.

## Soudní obvod
Obvod Okresního soudu v Písku se zcela neshoduje s okresem Písek, patří do něj území všech těchto obcí:
Albrechtice nad Vltavou •
Bernartice •
Borovany •
Boudy •
Božetice •
Branice •
Cerhonice •
Čimelice •
Čížová •
Dobev •
Dolní Novosedly •
Dražíč •
Drhovle •
Heřmaň •
Horosedly •
Hrazany •
Hrejkovice •
Chyšky •
Jetětice •
Jickovice •
Kestřany •
Kluky •
Kostelec nad Vltavou •
Kovářov •
Kožlí •
Králova Lhota •
Křenovice •
Křižanov •
Kučeř •
Květov •
Lety •
Milevsko •
Minice •
Mirotice •
Mirovice •
Mišovice •
Myslín •
Nerestce •
Nevězice •
Okrouhlá •
Olešná •
Orlík nad Vltavou •
Osek •
Oslov •
Ostrovec •
Paseky •
Písek •
Podolí I •
Probulov •
Protivín •
Přeborov •
Předotice •
Přeštěnice •
Putim •
Rakovice •
Ražice •
Sepekov •
Skály •
Slabčice •
Smetanova Lhota •
Stehlovice •
Tálín •
Temešvár •
Varvažov •
Veselíčko •
Vlastec •
Vlksice •
Vojníkov •
Vráž •
Vrcovice •
Záhoří •
Zbelítov •
Zběšičky •
Zhoř •
Zvíkovské Podhradí •
Žďár